# Pskovski letopisi
Pskovski letopisi (rusko Псковские летописи, romanizirano Pskovskie letopisi) so zbirka treh ruskih letopisov iz poznega srednjega veka, ki se nanašajo na Pskov in Pskovsko republiko. Ohranjeni so v več rokopisih. Imenujejo se preprosto Prvi, Drugi in Tretji pskovski letopis ali Pskovski prvi, drugi in tretji letopis. Pskovska tradicija pisanja letopisov se je začela v 13. stoletju, verjetneje pa v 14. stoletju, ko je mesto Pskov (Pleskov) postopoma vzpostavljalo svojo avtonomijo in sčasoma neodvisnost od Novgorodske republike.

## Rokopisi

### Prvi letopis
Prvi pskovski letopisi (ali Pskovski prvi letopisi) so znani iz več rokopisov: 
- Rokopis Tihanovskega iz prve polovice 17. stoletja,[2] katerega besedilo je datirano v leto 1469.
- Prvi arhivski rokopis (rusko Arhivskij I) iz poznega 16. stoletja, [2] katerega besedilo je datirano v leto 1481.
- skupina vsaj 14 rokopisov iz 16. do 18. stoletja, vključno z rokopisoma Pohodinskega in Obolenskega, ki vsi izvirajo iz kompilacije ali redakcije, nastale leta 1547.[2]

Najstarejše besedilo, rokopis Tihanovskega, se začne z Zgodbo o Dovmontu/Davmantu, ki govori o legendarnem knezu Dovmontu Pskovskemu, med čigar vladavino je mesto Pskov doseglo določeno stopnjo avtonomije. Zgodbi sledi kratek kronološki uvod, kateremu sledi predstavitev vzhodnoslovanske in pskovske zgodovine. Zbirka se zaključi z zgodbo o dogodkih v letih 1464–1469, povezanih z bojem Pskova za neodvisno eparhijo (škofijo). Ostali trije rokopisi so besedilo razširili z zgodbami o odnosih Pskovcev z Novgorodci in Moskovčani. Rokopisi kompilacije iz leta 1547 kažejo močan promoskovski vpliv, ki poudarja superiornost in avtoriteto Moskve, zlasti v zgodbi o zavzetju Pskova v zapisu za leto 1510. Besedilo je zelo podobno Novgorodski peti kroniki do leta 1447, po kateri besedilo tesno sledi Prvemu arhivskemu rokopisu iz leta 1481. 

### Drugi letopis
Drugi pskovski letopis (ali Pskovski drugi letopis) se je ohranil v le enem rokopisu, Sinodalnem zvitku (rusko Sinodalnij spisok), datiran v konec 15. stoletja, po Nasonovu v leto 1486. Letopis ne pove veliko o veči in sporih z Novgorodom, veliko pa o vojnah, epidemijah in uporih proti pskovskim guvernerjem, ki jih je v letih 1483–1486 imenoval moskovski knez. Strokovnjaki so ton te zbirke označili za na splošno promoskovskega.

### Tretji letopis
Tretji pskovski letopis (ali Pskovski tretji letopis) je bil prvotno sestavljen leta 1567. Ohranjenih je več rokopisov s nadaljevanji do druge polovice 17. stoletja, vključno z Drugim arhivskim rokopisom (ali Arhivskim II), ki z manjšimi spremembami tesno sledi Strojevskemu rokopisu in zagotavlja nadaljevanje od leta 1568 do 1650. Nasonov je tendence Tretjega pskovskega letopisa označil za sovražne do Moskve, zavzetje Pskova leta 1510 pa je označil za izdajo. Avtor obsoja moskovska kneza Vasilija III. in Ivana IV. "Groznega" zaradi njunih porok. Nekateri kasnejši raziskovalci so se spraševali, ali je celoten Pskovski tretji letopis uperjen proti Moskvi, namesto da bi Moskvo obravnavali le nekateri deli. Očitno je tudi protinovgorodsko stališče Tretjega letopisa.

## Vsebina
Najzgodnejši deli Pskovskih letopisov so v veliki meri sposojeni iz novgorodskih kronik, kot sta Novgorodska prva kronika in Primarna kronika, sestavljeni v Kijevu. Pskovski letopisci so prepisali tiste dele, ki so se jim zdeli pomembni za lokalno pskovsko zgodovino, večino drugega gradiva pa so izpustili. Sestavljalec Pskovskega tretjega letopisa je v zapisu za leto 862 komentiral: "V kroniki ni nobene omembe mesta Pskova (Pleskova) niti tega, kdo ga je ustanovil. Vemo le, da je obstajal že v času, ko so knez Rurik in njegovi bratje prišli od Varjagov vladat Slovanom. Omenjeno je tudi, da je bila Olga, žena Igorja Rurikoviča, doma iz Pskova".
Pskovski letopisi, zlasti Tretji, poročajo o mongolskem obleganju Kijeva leta 1240. Poročilo je bilo napisano v poznih šestdesetih ali zgodnjih sedemdesetih letih 15. stoletja, torej več kot dve stoletji po dogodku. Mongolski oblegovalni stroji so potrebovali deset tednov, da so prebili dva sklopa kijevskih utrdb. Poročilo o zavzetju Kijeva iz Pskovskih letopisov je bilo kasneje v prirejeni obliki zapisano v  Avraamkovi kroniki iz zahodne Rusije in Bolšakovski kroniki iz Novgoroda. Datum padca Kijeva, ki ga Pskovski letopisi navajajo kot 19. november 1240, so sprejemali številni zgodnejši zgodovinarji, dokler ni znanstvenik Alexander V. Majorov leta 2016 zaključil, da je ta različica dogodkov "popolnoma izmišljena" z namenom "rekonstruirati zgodovino boja proti Tatarom v času, ko je Zlata horda izgubila svoj politični pomen".

## Jezik
Najzgodnejši deli Pskovskih letopisov so napisani v stari vzhodni slovanščini, kar odraža njihovo priredbo iz starejših novgorodskih in kijevskih kronik. Citati iz krščanskih svetih spisov in verskih spisov so bolj podobni stari cerkveni slovanščini. Izvirni zapisi o lokalni zgodovini Pskova od 13. do poznega 15. stoletja pogosto kažejo elemente regionalnega pskovskega narečja, zelo podobnega staremu novgorodskemu narečju. Kasnejša nadaljevanja, zlasti tista iz Pskovskega tretjega letopisa, ki se konča sredi 17. stoletja, imajo značilnosti zgodnje sodobne (moskovske) ruščine.

## Izdaje

### Komentirane izdaje
- Editio princeps: 1837 (vsi trije letopisi).
- Zbirka prvega in tretjega letopisa: 1848.
- Zbirka drugega letopisa: 1851.
- Nasonov, A. N. (1955). Полное собрание русских летописей. Том 5. Выпуск 2. Псковские летописи [Popolna zbirka ruskih kronik. Vol. 5. 2. izdaja. Pskovski letopisi] (v ruščini). Moskva, Leningrad: USSR Academy of Sciences Publishing House. str. 365. ISBN 978-5-457-50387-8. Nasonov je Prvi letopis prvič izdal že leta 1941.

### Prevod
- Savignac, David (2016).  Savignac, David (ur.). The Pskov 3rd Chronicle (v angleščini). Prevod: Savignac, David (2. izd.). Crofton: Beowulf & Sons. str. 245. Pridobljeno 17. septembra 2024. Prevod v angleški jezik temelji na temelji na ponatisu Nasonove komentirane izdaja iz leta 1955.